# Ancistrus cuiabae
Ancistrus cuiabae är en fiskart som beskrevs av Knaack, 1999. Ancistrus cuiabae ingår i släktet Ancistrus och familjen Loricariidae. Inga underarter finns listade i Catalogue of Life.